# Epinephelus melanostigma
Epinephelus melanostigma, tên thông thường là One-blotch grouper (cá mú một đốm), là một loài cá biển thuộc chi Epinephelus trong họ Cá mú. Loài này được mô tả lần đầu tiên vào năm 1953.

## Phân bố và môi trường sống
E. melanostigma có phạm vi phân bố rộng khắp Ấn Độ Dương và Tây Thái Bình Dương. Loài này được tìm thấy ở Yemen và, dọc theo bờ biển phía nam Đông Phi đến Nam Phi, bao gồm Madagascar và một số các quần đảo trong Ấn Độ Dương; băng qua gần khắp quần đảo Mã Lai (trừ phía đông đảo Sumatra và vùng biển bao quanh đảo Borneo); ngược lên phía bắc đến quần đảo Ryukyu (miền nam Nhật Bản); ở phía nam, chúng có mặt ở vùng biển phía tây bắc Úc, phía đông giới hạn đến một số các quần đảo thuộc 3 tiểu vùng: Melanesia, Micronesia, Polynesia. Cá trưởng thành sống xung quanh các rạn san hô và các bãi đá ngầm ở độ sâu khoảng 30 m trở lại; cá con có thể sống ở vùng nước nông hơn.

## Mô tả
E. melanostigma trưởng thành có chiều dài cơ thể lớn nhất ghi nhận được là 35 cm. Thân thuôn dài, hình bầu dục. Cơ thể cá trưởng thành có màu xám nâu với các đốm màu nâu sẫm hình tổ ong phủ dày khắp thân và đầu, cả trên các vây. Có duy nhất một đốm đen lớn ngay giữa lưng. Đuôi bo tròn. Vây bụng ngắn. Hoa văn trên cơ thể của loài này tương tự với một số đồng loại thuộc chi Epinephelus, khiến chúng dễ bị nhầm lẫn với nhau.
Số gai ở vây lưng: 11; Số tia vây mềm ở vây lưng: 14 - 16; Số gai ở vây hậu môn: 3; Số tia vây mềm ở vây hậu môn: 8; Số tia vây mềm ở vây ngực: 17 - 19; Số vảy đường bên: 56 - 68.
Thức ăn của E. melanostigma là các loài cá nhỏ hơn, động vật thân mềm và động vật giáp xác. Chúng được đánh bắt trong nghề cá, nhưng hạn chế.